# Estigmene verticipicta
Estigmene verticipicta là một loài bướm đêm thuộc phân họ Arctiinae, họ Erebidae.